# Upper West
Das Upper West (ursprünglich: Atlas Tower) ist ein Hochhaus am Breitscheidplatz im Berliner Ortsteil Charlottenburg des Bezirks Charlottenburg-Wilmersdorf.
Der heutige Eigentümer, die Schoeller Group, kaufte das Hochhaus 2025 aus der Insolvenzmasse der österreichischen Signa und verrechnete ein Darlehen, das sie Signa vor deren Konkurs gegeben hatte. Die Signa-Gruppe von René Benko hatte das Upper West 2017 gekauft.
Das Gebäude bildet mit 118,8 Metern Höhe und 33 Etagen ein Bauensemble mit dem benachbarten gleichhohen Zoofenster. Beide zusammen stellen ein Torensemble zur Kantstraße dar und rahmen die Gedächtniskirche am Breitscheidplatz städtebaulich ein. Architekt für den städtebaulichen Entwurf und die Fassadenplanung ist Christoph Langhof, Berlin. KSP Jürgen Engel Architekten (Berlin) wurden für die Entwurfs- und Objektplanung beauftragt.

## Geschichte
Bereits 1994 entwickelte Christoph Langhof die ersten Pläne für das Hochhaus. Das Planungsrecht wurde 2003 erwirkt, die Baugenehmigung in den Jahren 2005 und 2013 erteilt. Nachdem die erste Baugenehmigung erteilt worden war, konnte der Investor bis zum Frühjahr 2012 die Finanzierung klären, und nachdem bis Ende Februar 2013 das in den 1950er Jahren entstandene Schimmelpfeng-Haus vollständig abgerissen worden war, wurde im Frühjahr 2013 die Baugrube ausgehoben und am 25. Juni 2014 der Grundstein gelegt. Die Fertigstellung erfolgte 2017.
Die Fassadengestaltung wurde Ende August 2016 abgeschlossen. Im März 2017 meldeten die Medien, dass die Fassade des Hochhauses „endgültig fertig“ sei und die ersten Mieter einziehen könnten.
Im Jahr 2024 hatte die Eigentümergesellschaft ein Ausschreibungsverfahren veranstaltet, das einen Verkauf an einen neuen Eigentümer zum Ziel hatte. Aus diesem Verfahren ging die Schoeller Group als Gewinner hervor, der Vertrag wurde im ersten Quartal 2025 abgeschlossen. Der Kaufpreis betrug laut Recherchen der Immobilien Zeitung rund 450 Millionen Euro. Teile davon werden demnach mit einem 200 Millionen Euro schweren Darlehen verrechnet, das die Schoeller Group der Signa Prime gewährt hatte, kurz bevor der Signa-Konzern Konkurs anmeldete.

## Merkmale

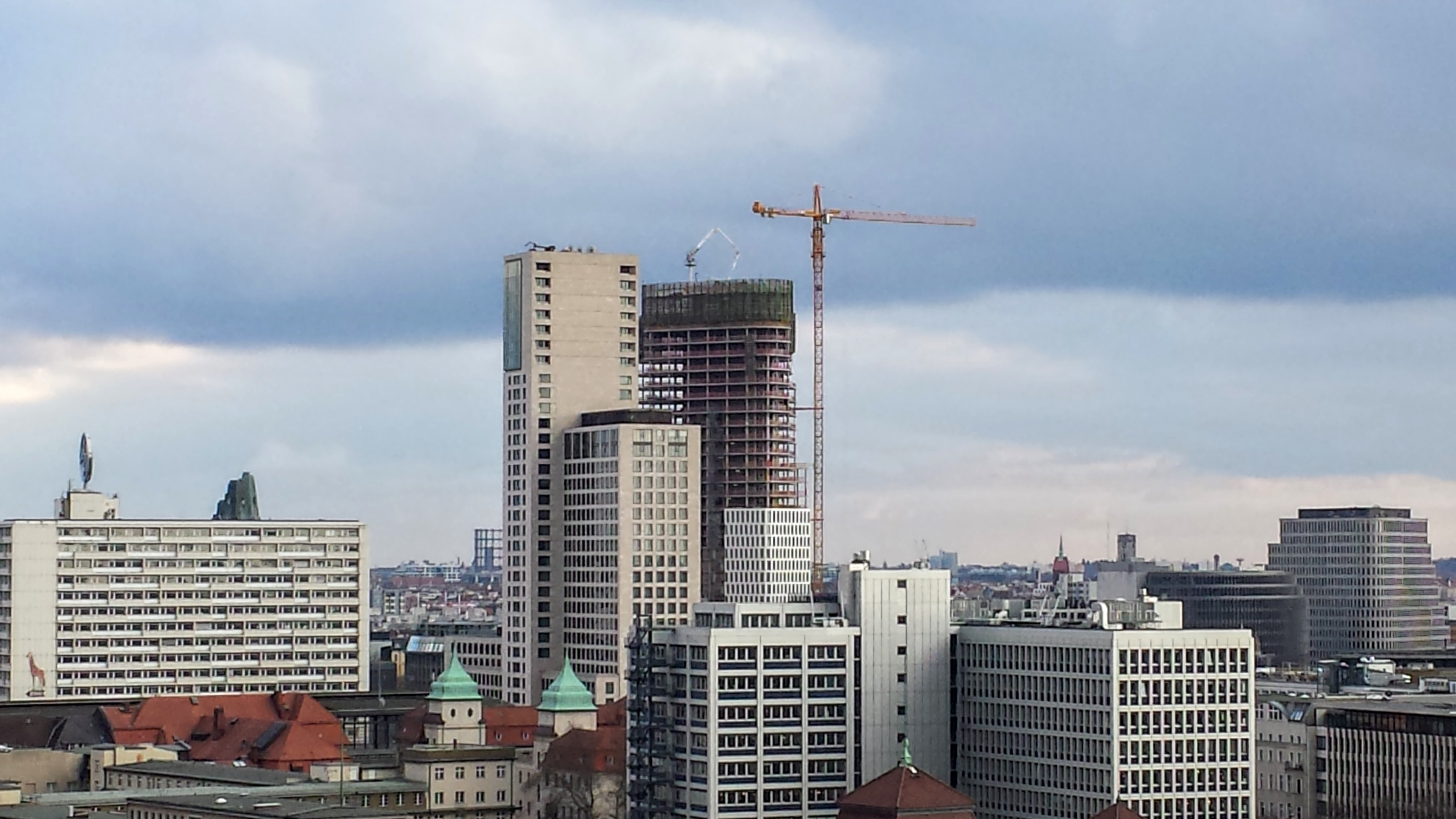
Upper West (im Bau) neben dem Zoofenster

Das Gebäude ist mit 119 m Höhe nach dem Park-Inn-Hotel am Alexanderplatz, dem Hochhaus der Treptowers und dem Steglitzer Kreisel, gemeinsam mit dem Zoofenster das fünfthöchste Hochhaus Berlins. Bis zu etwa einem Drittel der Höhe wird der Turmbau von einem Riegelgebäude umgeben, in dem weitere 9.000 m² Geschossfläche entstanden. Der Turm besteht aus zwei parallelen Baukörpern, die jeweils gleich hoch, aber nicht symmetrisch sind (Zwillingsturm).
Die Fassade ist komplett in weißer Farbe gehalten und leicht gekrümmt. Damit sind abwechslungsreiche Grundrisse, gebogene Fensterfronten und individuelle Ausblicke möglich. In der zehnten Etage befinden sich eine Terrasse und der Frühstücksraum des Hotels. Das Riegelgebäude zum Breitscheidplatz hin ist 34 Meter hoch und mit schwarzen und messingfarbenen Fensterrahmen ausgestattet.

## Nutzung
Das Upper West hat eine Gesamtnutzfläche von 53.000 m². In die unteren Etagen mit 3.900 m² Nutzfläche zogen Einzelhandelsgeschäfte ein. Einige Einzelhändler standen bereits 2016 unter Vertrag, darunter die Schuhhandelskette Görtz.
Die darüberliegenden Büroflächen waren bis Mitte März 2017, noch vor der endgültigen Fertigstellung, vollständig vermietet. Die Hotelkette Motel One belegt die ersten 19 Etagen der Turmbauten, und eröffnete damit ihr neuntes Unterkunftshaus in Berlin; es bietet 582 Zimmer.
Die Wirtschaftskanzlei Görg inklusive einer Insolvenzverwaltung hat die Etagen 20–23 sowie Teilflächen in der 19. und 25. Etage gemietet. Oberhalb der 25. Etage zog ein Immobilienunternehmen sowie ein Online-Marketing Unternehmen ein. Im 33. Stockwerk sollte eine Skybar eröffnen, was bisher nicht geschehen ist.
Angesichts der wachsenden Nachfrage nach hochwertigem Wohnraum zog der Investor Strabag in Erwägung, auch Eigentumswohnungen in dem Hochhaus einzuplanen, was jedoch nicht zum Tragen kam. Der Bauherr, die US-amerikanische Firma RFR Holding, verkaufte das Hochhaus im November 2017 an das von René Benko gegründete Immobilien- und Handelsunternehmen Signa Holding, dessen Berliner Büro in der 31. und 32. Etage untergebracht ist. Das 33. Stockwerk nutze Benko fortan vollständig selbst als Berliner Residenz.
Eine weitere Skybar mit 850 m² Nutzfläche in der zehnten Etage, dem ansässigen Motel One zugehörig, heißt seit ihrer Eröffnung Ende Mai 2017 One Lounge.

## Riesenlaterne
Neben dem Hochhaus Upper West wurde vom Projektentwickler Strabag eine 16 Meter hohe, klassisch gestaltete Schinkel-Straßenleuchte als Lichtskulptur aufgestellt. Das Kunstwerk mit dem Namen Lesser wurde am 22. Mai 2017 um 21:30 Uhr zum ersten Mal erleuchtet.